# Cellettes, Loir-et-Cher
Cellettes là một xã thuộc tỉnh Loir-et-Cher trong vùng Centre-Val de Loire miền trung nước Pháp.